# スメッドさん一家とスムーさん一家
『スメッドさん一家とスムーさん一家』（すめっどさんいっかとすむーさんいっか、英: The Smeds and The Smoos）は、イギリスのMagic Light Picturesにより2022年に制作された短編アニメーション映画。ジュリア・ドナルドソン文、アクセル・シェフラー絵の同名の本を原作とする。
物語は偏見と不寛容から優しさと友情への旅で、対立している2つのエイリアンの一家（スメッド家とスムー家）を描いている。多様性を尊重する大切さと違いを受け入れる大切さをエンターテイメントを通して伝える作品。

## あらすじ
舞台は、はるか遠くの惑星。ジャネットとビルは対立している2つのエイリアンの一家（スメッド家とスムー家）出身の2人のエイリアンで、互いの一家を見下すように教えられてきた。
ビビットワープの森（Wurpular Wood）で出会ったジャネットとビルは、友達になり、お互いに恋に落ちる。ただ、2人の家族、スメッド家とスムー家は何代にもわたってお互いを嫌い合い、つきあいすらしていないため、両家とも結婚には大反対をする。
その後2人は駆け落ちをして、スメッド家の赤いロケットで飛び去り、行方をくらましてしまう。結果的に2つの家族はけんかをやめて、お互いの違いを乗り越えて、ジャネットとビルを探し出し家に連れ帰るために協力をすることを余儀なくされる。
2つの家族はスムーおばあちゃんの青いロケットに搭乗し、宇宙を旅する。2つの家族によるジャネットとビルを探し出すための銀河間の長旅は、思いがけなく徐々に2つの家族の仲を縮めていくことになる。

## 登場キャラクター
（この節の出典）
- ナレーター（Narrator）
  - 声: サリー・ホーキンス（英語版）[4]

### スメッド家
チャプチャプ湖（Loobular Lake）のほとりに暮らす一家。赤い身体をしている。スムー家のことを何代にもわたって嫌っている。
- ジャネット（Janet）
  - 声: アシュナ・ラブヘル（英語版）（英語版）[3][5]、田村奈央（日本語版吹き替え）[12]
- スメッドのおじいさん（Grandfather Smed）
  - 声: ビル・ベイリー（英語版）（英語版）[5]、石狩勇気（日本語版吹き替え）[13]
- スメッドのおばさん（Aunt Smed）
  - 声: ミーラ・シャル（英語版）（英語版）[5]
- スメッドの子ども（Young Smed）
  - 声: アシュウィン・サクティヴェル（英語版）

### スムー家
コブコブ丘（Humplety Hill）のほとりに暮らす一家。青い身体をしている。スメッド家のことを何代にもわたって嫌っている。
- ビル（Bill）
  - 声: ダニエル・エズラ（英語版）（英語版）[3][5]
- スムーのおばあさん（Grandmother Smoo）
  - 声: アドジョア・アンドー（英語版）（英語版）[5]
- スムーのおじさん（Uncle Smoo）
  - 声: ロブ・ブライドン（英語版）[5]、石狩勇気（日本語版吹き替え）[13]
- スムーの子ども（Young Smoo）
  - 声: ラファエラ・クロウ（英語版）、田村奈央（日本語版吹き替え）[12]

## 製作
アニメーションはMagic Light Picturesにより製作された。プロデューサーのバーニー・グッドランドによると2021年に製作は開始され、2年間で140人が製作に参加した。
3DアニメーションプログラムのMayaでアニメーション化され、レンダリングソフトウェアのRedshiftでレンダーされた。登場キャラクター、背景、世界全体のデザインは原作の絵を描いたアクセル・シェフラーのイラストにインスパイアされた。

## 放送
2022年12月25日にイギリスのBBC Oneにおいて放送され、視聴占有率36%を記録した。
2023年10月18日にフランスで放送された。
日本においては2023年12月24日にNHK Eテレで初放送が行われた。

## 受賞・評価
- 2022年の「Shanghai International TV Festival」において「Magnolia Award for Best Animation」と「Magnolia Award for Best Storytelling (Animation)」にノミネートされた[16]。
- 2023年の「ニューヨーク国際児童映画祭（英語版）」において「Audience Award (Ages 3-6)」を受賞[17]。
- 2023年度の「クリーブランド国際映画祭（英語版）」において「Best Animation」にノミネートされた[18]。
- 2023年度の「世界のベスト！教育コンテンツ ～第50回日本賞～」において「幼児向け部門 最優秀賞」を受賞した[15]。
- 2024年の『プリ・ジュネス』において「6歳以下フィクション部門（英: Up to 6 Fiction）のグランプリ」及び「UNESCO賞（英: UNESCO Prize）」を受賞した[19][20]。